# The Yaqui Cur
The Yaqui Cur er en amerikansk stumfilm fra 1913 af D. W. Griffith.

## Medvirkende
- Robert Harron som Strongheart.
- Kate Bruce.
- Walter Miller som Ocallo.
- Frank Opperman.
- Charles Hill Mailes.